# 짠타부리주
짠타부리주(태국어: จันทบุรี, Chanthaburi Province)는 태국 동부에 위치한 주이다. 캄보디아의 파일린, 바탐방 주와 국경을 맞대고 있으며 타이만과 인접해 있다. 이웃하는 주로는 뜨랏 주, 라용 주, 촌부리 주, 차층사오 주, 사깨오 주가 있다.

## 어원
'짠타'라는 말은 산스크리트어의 '찬드라'를 말하며, '달'을 의미한다. 부리는 산스크리트어의 마을, 도시라는 말이다. 따라서 '짠타부리'는 '달의 도시'라는 말이다.

## 역사
1893년 빡남 사건 이후 프랑스군은 짠타부리를 점령하여 1905년 캄보디아의 서쪽을 포기한다는 조약을 맺고 짠타부리를 돌려받았다.

## 지리
주 남부의 태국 만에 접한 지역에는 충적토가 펼쳐져 있다. 한편의 내륙부에서는 산지가 되어 있어, 가장 높은 봉우리는 1556m의 〈소이 다오 누아〉 봉이다.
또한 주에 인접한 뜨랏 주와 함께 보석의 산출지로 되고 있어 루비, 사파이어 등을 얻고 있다. 짠타부리 시내는 태국 최대의 보석 거래 시장이 형성 되고 있어 여러 나라에서 온 방문객도 많고, 최근에는 대규모 쇼핑센터나 대형 호텔 등도 건설되고 있다.
또 열대 과일의 산지로서 국내에서는 잘 알려져 있어 두리안, 망고스틴 등의 과일이 주의 주요 산물이 되고 있다.

## 행정

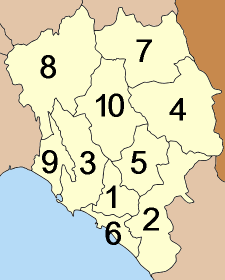
암프 지도

짠타부리 주에는 10개의 암프(군)와 다시 76개의 땀본(면) 그리고 690개의 무반 (행정 구역)(마을)이 있다.
| 1. 므앙짠타부리군 2. 클룽군 3. 타마이군 4. 뽕남론군 5. 마캄군 | 1. 램싱군 2. 소이다오군 3. 깽항매오군 4. 나야이암군 5. 카오칫차꿋군 |